# BBC Bayreuth
O BBC Bayreuth, também conhecido como medi bayreuth  por razões de patrocinadores, é um clube profissional alemão que atualmente disputa a 2.Bundesliga ProA (equivalente a 2ª divisão alemã). Fundado em 1975 manda seus jogos na arena Oberfrankenhalle com capacidade para 3.300 espectadores.  

## Títulos
- Liga Alemã (1): 1988-89

- Copa da Alemanha (2): 1987-88 e 1988-89

## Histórico de temporadas
| Temporada | Nível | Liga         | Pos. | Clas. Final       | Copa da Alemanha  | Competições Europeias | Competições Europeias |
| --------- | ----- | ------------ | ---- | ----------------- | ----------------- | --------------------- | --------------------- |
| 1999–00   | 3     | Regionalliga |      |                   |                   |                       |                       |
| 2000–01   | 2     | 2.Bundesliga | 9º   |                   |                   |                       |                       |
| 2001–02   | 2     | 2.Bundesliga | 2º   |                   |                   |                       |                       |
| 2002–03   | 2     | 2.Bundesliga | 3º   |                   |                   |                       |                       |
| 2003–04   | 2     | 2.Bundesliga | 9º   |                   |                   |                       |                       |
| 2004–05   | 2     | 2.Bundesliga | 3º   |                   |                   |                       |                       |
| 2005–06   | 2     | 2.Bundesliga | 6º   |                   |                   |                       |                       |
| 2006–07   | 2     | 2.Bundesliga | 3º   |                   |                   |                       |                       |
| 2007–08   | 2     | ProA         | 8º   |                   |                   |                       |                       |
| 2008–09   | 2     | ProA         | 3    |                   |                   |                       |                       |
| 2009–10   | 2     | ProA         | 1    | Promovido Campeão |                   |                       |                       |
| 2010–11   | 1     | Bundesliga   | 16   |                   |                   |                       |                       |
| 2011–12   | 1     | Bundesliga   | 13   |                   |                   |                       |                       |
| 2012–13   | 1     | Bundesliga   | 15   |                   |                   |                       |                       |
| 2013–14   | 1     | Bundesliga   | 14   |                   |                   |                       |                       |
| 2014–15   | 1     | Bundesliga   | 16   |                   |                   |                       |                       |
| 2015–16   | 1     | Bundesliga   | 12   |                   |                   |                       |                       |
| 2016–17   | 1     | Bundesliga   | 4    | Oitavas de finais |                   |                       |                       |
| 2017–18   | 1     | Bundesliga   | 6    | Oitavas de finais | Quartas de finais | 3 Liga dos campeões   | QF                    |
| 2018-19   | 1     | Bundesliga   | 12   |                   | Semifinais        | 3 Liga dos campeões   | TR                    |
| 2019-20   | 1     | Bundesliga   | 12   |                   | Oitavas de finais | 4 Copa Europeia       |                       |
| 2020-21   | 1     | Bundesliga   | 12   |                   |                   |                       |                       |
| 2021-22   | 1     | Bundesliga   | 14   |                   |                   | 4 Copa Europeia       | SF                    |
| 2022-23   | 1     | Bundesliga   | 18   | Rebaixado         |                   |                       |                       |
| 2023-24   | 2     | ProA         | 11   |                   |                   |                       |                       |
| 2024-25   | 2     | ProA         | 12   |                   |                   |                       |                       |